# Cranosina spiralis
Cranosina spiralis is een mosdiertjessoort uit de familie van de Calloporidae. De wetenschappelijke naam van de soort is voor het eerst geldig gepubliceerd in 1994 door Chimonides & Cook.